# Attaques contre des diplomates israéliens de 2012
 (novembre 2020).
Les attaques de 2012 contre des diplomates israéliens ont eu lieu le 13 février 2012. Une bombe a explosé sur une voiture diplomatique israélienne à New Delhi, en Inde, blessant un membre du personnel de l'ambassade, un employé local et deux passants. Une autre bombe placée dans une voiture à Tbilissi, en Géorgie, n’a pas explosé et a été désamorcée par la police géorgienne.

## Contexte
Au cours des mois précédents, il y a eu une escalade de la guerre des mots entre Israël et l'Iran. Le 12 février 2012, le ministère iranien des Affaires étrangères a convoqué l'ambassadeur azéri pour se plaindre d'un article du Times selon lequel le Mossad avait utilisé l'Azerbaïdjan comme base d'opérations secrètes contre l'Iran,.

## Incidents

### Inde
Un motocycliste a attaché une bombe collante à la voiture de l'épouse de l'attaché de défense israélien en Inde alors qu'elle était en route pour aller chercher ses enfants à l'école. La femme, Tal Yehoshua Koren, a subi des blessures modérées qui ont nécessité une intervention chirurgicale pour enlever des éclats tandis que son chauffeur et deux passants ont subi des blessures mineures,.
Un journaliste indien, Syed Mohammad Ahmed Kazmi, a été mis en accusation dans cette affaire. Sa garde à vue a été prolongée jusqu'au 9 août 2012, jour prévu par le tribunal pour envisager de prendre connaissance de l'acte d'accusation.

### Géorgie
Une voiture garée à 200 mètres de l'ambassade d'Israël à Tbilissi a été découverte comme contenant une bombe après qu'un chauffeur local de l'ambassade ait entendu un bruit alors qu'il conduisait. Il s'est garé sur le côté de la route et a découvert une bombe sous sa voiture. Il a ensuite alerté la police géorgienne, qui a désamorcé la bombe.

## Enquêtes
Le ministre indien de l'Intérieur, Palaniappan Chidambaram, a déclaré que l'utilisation du RDX était exclue et que personne ne serait accusé avant la fin des enquêtes. Il a ajouté que les auteurs des attentats seraient traduits en justice. La police de Delhi (en) avait arrêté cinq personnes après l'incident, mais elles ont été libérées après avoir été interrogées. Les autorités indiennes ont pu récupérer les images de vidéosurveillance pour identifier l'agresseur.
Le 7 mars 2012, la police de Delhi a arrêté le journaliste indien Mohammad Ahmad Kazmi (en) qui prétendait travailler pour une organisation de presse iranienne. La police a affirmé qu'il avait effectué une reconnaissance de l'ambassade d'Israël avec trois autres ressortissants iraniens, dont l'un avait effectué l'attaque. Ils ont également affirmé qu'il était en contact avec le cerveau du groupe, Masoud Sedaghatzadeh, et que l'épouse de Kazmi avait reçu des virements de fonds étrangers d'un montant de 1,8785 million de roupies, tandis que Kazmi avait lui reçu 380,000 roupies du module. Le 3 avril 2012, sa demande de mise en liberté sous caution a été rejetée par le tribunal. Le tribunal a cité des preuves et des ramifications internationales à grande échelle parmi les raisons de rejeter sa requête. Le 10 avril 2012, la Direction générale des enquêtes fiscales (en) et la Direction de l'exécution (en) ont ouvert une enquête pour blanchiment d'argent contre Kazmi au titre de la loi sur la prévention du blanchiment d'argent. Cependant, ses proches ont réfuté toutes les allégations. Le 31 juillet 2012, Kazmi a été mis en accusation. Il a été inculpé en vertu de diverses dispositions de la loi sur les activités illicites et du code pénal indien (IPC), comme la tentative de meurtre ou la loi sur les substances explosives.
En juillet 2012, le Times of India a rapporté que la police de Delhi avait conclu que des terroristes appartenant à une branche de l'armée iranienne, les Gardiens de la révolution, étaient responsables de l'attaque. Selon le rapport, les gardiens de la révolution iraniens auraient également planifié d’autres attaques contre des cibles israéliennes dans le monde,. Yoram Cohen (en), le chef du Shin Bet, a déclaré que les agents iraniens cherchaient à se venger d'opérations secrètes, comprenant notamment les assassinats de scientifiques iraniens.
Kazmi a été libéré sous caution en octobre 2012, il l'était toujours en 2016.

## Réactions
- Israël: Le Premier ministre Benyamin Netanyahou a blâmé l'Iran pour les deux incidents. "L'Iran, qui est à l'origine de ces attaques, est le plus grand exportateur de terrorisme au monde. Le gouvernement israélien et ses forces de sécurité continueront à travailler avec les services de sécurité locaux contre ces actions terroristes"[7].

Le ministère des Affaires étrangères avait également mis ses ambassades en état d'alerte pour l'anniversaire du meurtre du commandant du Hezbollah Imad Moughniyah, le Hezbollah ayant juré de venger l'attaque en attaquant les Israéliens à l'étranger.
- Iran: Le porte-parole du ministère des Affaires étrangères, Ramin Mehmanparast (en), a condamné les attaques, qu'il a qualifiées de "terroristes"; il a rejeté l'allégation israélienne et a nié la responsabilité des incidents[20].

## Conséquences
Le lendemain, une autre tentative infructueuse (en) à Bangkok, en Thaïlande, a fait quatre blessés. Bien que la cible n’ait pas été connue, les auteurs seraient iraniens.
L'attaque a été mentionnée par Donald Trump, le président des États-Unis, comme l'une des attaques terroristes impliquant Qassem Soleimani, le commandant de la Force Al-Qods, dans son discours après la frappe aérienne de l'aéroport international de Bagdad en 2020.